# 142
Năm 142 là một năm trong lịch Julius. 